# Las tres hermanas (Irlanda)

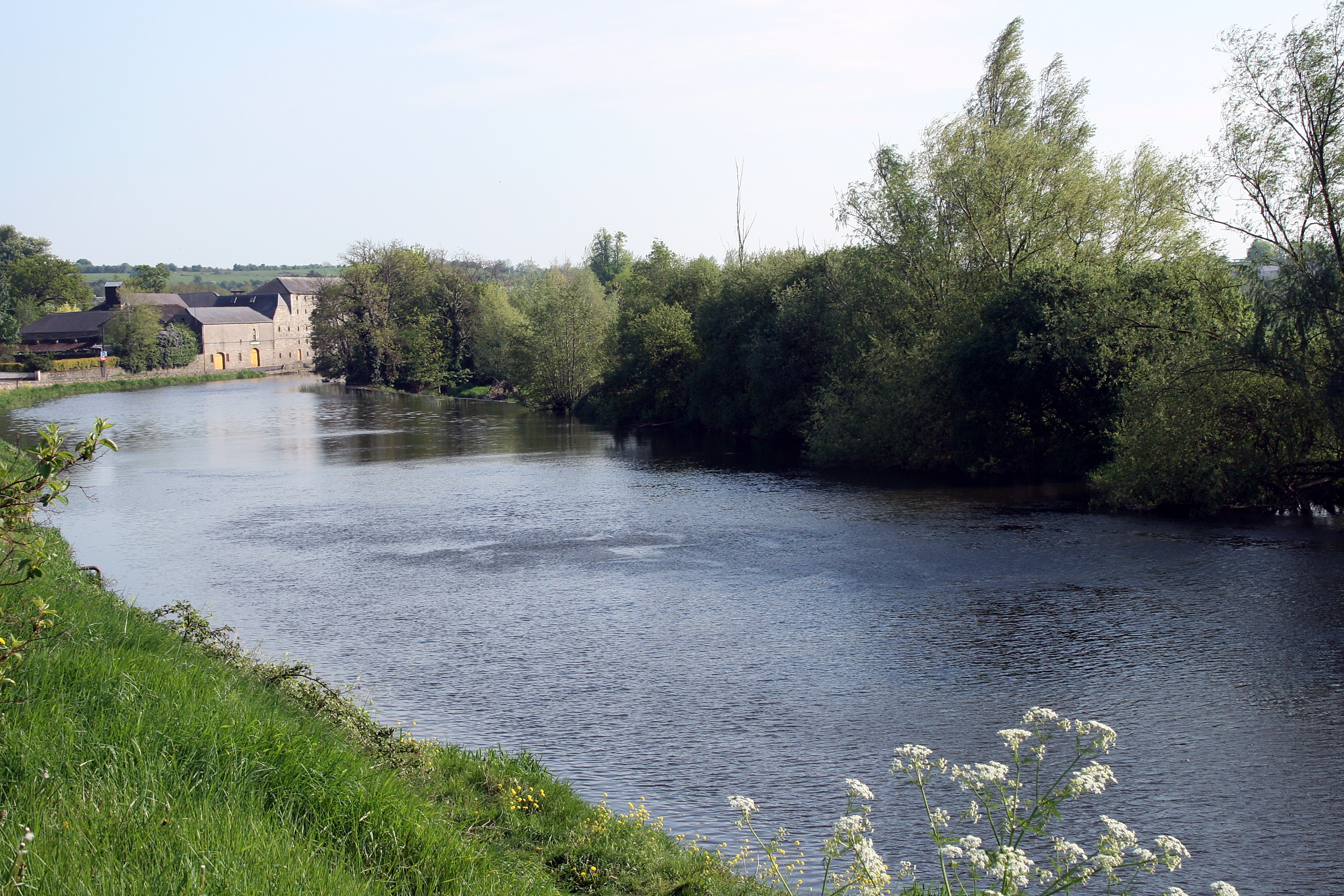
Río Barrow cerca de Muine Bheag, condado de Carlow

Las tres hermanas (en inglés, The Three Sisters) son tres ríos de la República de Irlanda: el río Barrow, el río Nore y el río Suir. El Suir y el Nore surgen en la misma zona montañosa en el condado de Tipperary, cerca de Devils Bit, mientras que el Barrow surge en la montañas Slieve Bloom en el condado de Laois. Los tres desembocan en el mar en la misma bahía al suroeste de la ciudad de Waterford. A lo largo de su curso, drenan una gran porción de la parte meridional de la isla, incluyendo el condado de Tipperary, el condado de Carlow, el condado de Kilkenny, el condado de Wexford y el condado de Waterford, entre otros.  
El puente de Barrow cruza dos de "Las tres hermanas", el Nore y el Barrow. Se unen luego al río Suir justo corriente abajo del puente. Este lugar es conocido en irlandés como Cumar na dTrí Uisce, "la confluencia de las tres hermanas".
En los tiempos antiguos, la zona está limitada por el Suir y el Barrow forman el Reino de Ossory. Este nombre se conserva hoy en las diócesis tanto de la Iglesia católica como de la Iglesia de Irlanda.